# Тенрі
Тенрі (яп. 天理市, てんりし, тенрі сі) — місто в Японії, у північній частині префектури Нара.
Засноване 15 жовтня 1957 року шляхом злиття таких населених пунктів:
- містечка Тамбаїті повіту Ямабе (山辺郡丹波市町),
- села Нікайдо (二階堂村),
- села Асава (朝和村),
- села Фукудзю (福住村),
- села Ітіномото Соекамі (添上郡櫟本町),
- містечка Янаґімото повіту Сікі (磯城郡柳本町).

Тенрі лежить на східному краю Нарської западини. Місто виникло на базі Тамбаїті, середньовічного ярмаркового і постоялого поселення.
Тенрі є центром сектантської релігії тенріїзму, що була заснована у 1839 році місцевою селянкою-ворожкою Накаямою Мікі на базі синтоїстських і буддистських вірувань. Адепти секти вважають місто «святим місцем» і мають у ньому головні культові споруди, а також Університет Тенрі, що виник на базі школи вивчення іноземних мов з метою проповідування тенріїзму.
Основу економіки Тенрі становлять сільське господарство і харчова промисловість. Особливу статтю прибутків міста становлять паломництво до тенріїстьских храмів і туризм. Однією з головних пам'яток міста є синтоїстське святилище Ісонокамі.

## Персоналії
- Ямамура Со (1910—2000) — японський актор театру, кіно та телебачення, режисер декількох фільмів.